# Джалилов, Виктор Романович
Виктор Романович Джалилов (узб. Viktor Romanovich Jalilov; 17 марта 1952, Ташкент, Узбекская ССР, СССР — 7 мая 2023) — советский, узбекский футболист и тренер.

## Футбольная биография

### Карьера игрока
Виктор Джалилов учился в ташкентском спортивном интернате. Его первым тренером был В. Ятченко. Вместе с ним учились Михаил Ан, Вячеслав Бекташев, Туляган Исаков, Владимир Федоров, которые впоследствии стали известными футболистами. После окончания интерната Виктора Джалилова взяли в «Пахтакор», в котором он играл до призыва в армию. После армейской службы учился в Ташкентском институте физической культуры, играл в наманганском «Текстильщике», где закончил карьеру игрока.

### Карьера тренера
Тренерскую работу начал в халкабадском «Сохибкоре». В 1992 году возглавил клуб «Политотдел» из ташкентского вилоята. В первый же год работы вывел клуб в высшую лигу чемпионата Узбекистана.
В 1995 году возглавил наманганский «Навбахор», где стал бронзовым призёром чемпионата Узбекистана. В 1996 году добился «золотого дубля» выиграв с командой чемпионат и кубок страны. Был признан лучшим тренером года в Узбекистане.
В 1997—1999 годах вместе с «Навбахором» ещё трижды становился бронзовым призёром
В 2000 году вернулся в «Пахтакор» и два года работал ассистентом главного тренера. А в 2002 году стал главным тренером клуба, смог повторить «золотой дубль» выиграв чемпионат и кубок страны. Второй раз был признан лучшим тренером года в Узбекистане.
В 2005 году возглавил мубарекский «Машъал» и завоевал серебряные медали чемпионата. Третий раз был признан лучшим тренером года в Узбекистане.
В 2010 году работал с наманганским «Навбахором», был уволен за неудовлетворительные результаты. В 2011 году стал главным тренером самаркандского «Динамо» и здесь особых успехов не добился. Уволен за неудачный старт в сезоне. Вернулся в «Пахтакор», где был назначен начальником команды.
На заседании ФФУ 23 июня 2015 года было принято решение о назначении Виктора Джалилова новым главным тренером национальной сборной до 22 лет.
Скончался 7 мая 2023 года.

## Достижения как тренер
- Чемпион Узбекистана (2): 1996, 2002
- Серебряный призёр чемпионата Узбекистана (3): 2005, 2008, 2009
- Бронзовый призёр чемпионата Узбекистана (4): 1995, 1997, 1998, 1999
- Обладатель Кубка Узбекистана (4): 1995, 1997, 2001/2002, 2009
- Лучший тренер года в Узбекистане (3): 1996, 2002, 2005